# Hearts a Mess
Hearts a Mess è il secondo singolo di Gotye ad essere estratto da Like Blood Drawing nel 2007.

## Video
Un video musicale per promuovere l'uscita di Hearts a Mess è stato pubblicato su YouTube il 6 dicembre 2007 con una durata di 4 minuti e 39 secondi

## Tracce
Download Digitale
1. Hearts a Mess (Radio Mix) -3:32
2. Hearts a Mess -6:06
3. Hearts a Mess (Super Mayer Mix) -8:21
4. Hearts a Mess (Lull Mix) -7:41
5. Hearts a Mess (Ocelot Mix) -5:41
6. Hearts a Mess (Joe Hardy 3AM Mix) -6:03

## Classifica
| Classifica (2008) | Posizione massima |
| ----------------- | ----------------- |
| Belgio (Fiandre)  | 3                 |